# Neoliberalisme
Neoliberalisme eller nyliberalisme er en politisk ideologi, der i modsætning til socialliberalismen og i forlængelse af den klassiske liberalisme er imod enhver form for statslige indgreb i samfundslivet og markedsøkonomien. Begrebet er dog, især historisk, også blevet brugt i andre betydninger, sådan at det hører til i gruppen af politiske begreber, hvis indhold der ikke er en entydig opfattelse af i alle situationer – på samme måde som eksempelvis begrebet demokrati. Især blev udtrykket fra slutningen af 1930'erne og nogle årtier frem brugt som nærmest synonymt med socialliberalisme eller ordoliberalisme.
Siden 1970'erne er det blevet brugt i sin nuværende betydning. Udtrykket bruges ofte nedsættende af kritikere af neoliberalismen, men er også udbredt som en neutral betegnelse i videnskabelige politologiske sammenhænge. Moderne tilhængere af neoliberale ideer anvender derimod sjældent selv begrebet.

## Walter Lippmann-kollokviet
I 1938 afholdt en gruppe på 26 intellektuelle, som talte nogle af tidens mest prominente fortalere for liberalismen, en konference i Paris med navnet "Colloque Walter Lippmann" ("Walter Lippmann-kollokviet"), opkaldt efter den amerikanske skribent og journalist Walter Lippmann. Formålet for en del af deltagerne var at grundlægge en ny liberalisme som en tredje vej mellem den klassiske laissez faire-liberalisme og socialismens kollektivisme. På mødet blev udtrykket neoliberalisme foreslået af den tyske sociolog og økonom Alexander Rüstow for at markere forskellen til den gamle laissez-faire-liberalisme. Neoliberalismen skulle her stå for en filosofi, der prioriterede fri prisdannelse og foretagsomhed, konkurrence og en stærk og upartisk stat. Det sidste var det afgørende element, der skulle adskille den nye fra den gamle liberalisme. Blandt tilhængerne af disse tanker på mødet var Rüstow, Lippmann og den tyske økonom Wilhelm Röpke, mens en anden gruppe af deltagerne, ikke mindst Friedrich von Hayek og Ludwig von Mises, var fortalere for en mere traditionel klassisk liberalisme (også kendt som "Manchesterliberalisme"). Neoliberalismen i Rüstows forstand med en klar og aktiv statslig rolle i samfundsøkonomien er et eksempel på socialliberale tanker, ikke mindst i den særlige tyske liberale variant ordoliberalismen, som lå til grund for den såkaldte sociale markedsøkonomi, som blev opbygget i Vesttyskland efter 2. Verdenskrig under den tyske finansminister og senere kansler Ludwig Erhard. Også tankerne hos den britiske teoretiker og sociolog Leonard Trelawny Hobhouse, der er kendt som en af de oprindelige store fortalere for socialliberalismen, blev tidligere (i tiden før 2. verdenskrig) betegnet som nyliberale.

## Senere betydningsændring
I 1950'erne og 1960'erne blev neoliberalismen af de fleste forskere betragtet som en reference til den sociale markedsøkonomi og dens fremmeste teoretikere som Röpke, Rüstow og Walter Eucken. Under Augusto Pinochets militærregime i Chile 1973-1990 begyndte modstandere heraf imidlertid at omtale de økonomiske principper, der indførtes i landet, bl.a. inspireret af den amerikanske økonom Milton Friedman, som neoliberale. Denne sprogbrug spredte sig i 1970'erne og 1980'erne til den akademiske verden, og i de seneste årtier er denne brug af ordet, som nærmest er diametralt modsat den tidligere betydning, blevet den helt dominerende.

## Neoliberale retninger
Monetarismen og public choice-teorien er eksempler på vigtige neoliberale retninger.